# Illeașivka, Trosteaneț
Illeașivka (în ucraineană Ілляшівка) este localitatea de reședință a comunei Illeașivka din raionul Trosteaneț, regiunea Vinnița, Ucraina.

## Demografie
Componența lingvistică a localității Illeașivka
     Ucraineană (99,5%)
     Alte limbi (0,49%)
Conform recensământului din 2001, majoritatea populației localității Illeașivka era vorbitoare de ucraineană (99,5%), existând în minoritate și vorbitori de alte limbi.